# Joan Vidal de Llobatera i Iglesias
Joan Vidal de Llobatera i Iglesias (Llagostera, 4 de maig de 1840 - Santa Coloma de Farners, 10 de desembre de 1909) fou un advocat, periodista i polític carlí català.
Va néixer a Llagostera el 4 de maig de 1840, fill de Joan de Vidal de Llobatera i Reixach i d'Antònia Iglesias i Matllo. L'origen del seu cognom és molt remot, i els seus avantpassats havien exercit importants càrrecs al servei de la Corona d'Aragó durant l'edat mitjana.
Joan Vidal de Llobatera va estudiar les carreres de Lleis i d'Administració, arribant a ser doctor en la primera i llicenciat en la segona. S'establí a Barcelona, on va exercir d'advocat.
Després de la Revolució de 1868 va fer propaganda del carlisme en els diaris i en altres escrits solts. Elegit per la junta provincial catòlico-monàrquica de Girona per dirigir la constitució de la junta local de Llagostera, va abandonar les seves tasques i la seva professió a Barcelona per dedicar-se a la política. A la plaça pública de la seva vila natal, de majoria republicana, va arribar a sostenir en una ocasió una polèmica durant quatre hores amb un propagandista republicà davant dels habitants de la vila, i va ser obsequiat pels concurrents, fins i tot pels seus enemics polítics. On generalment exposava les seves idees era a l'Ateneu catòlico-monàrquic de Barcelona.
Quan va rebre la investidura de doctor, suprimit el jurament per la legislació del Sexenni Revolucionari, va fer pública protesta de fe catòlica jurant «per Déu Tri i Un, per la Santíssima Verge Maria i pels sants evangelis, guardar, defensar i observar tota la seva vida la religió catòlica», i aquesta declaració tan espontània com solemne va ser objecte d'entusiastes elogis, que van aparèixer en molts diaris de Madrid i províncies.
L'any 1871 fou elegit diputat a Corts pel districte de Torroella de Montgrí. Al Congrés dels Diputats defensà la monarquia catòlica tradicional espanyola i els drets a la mateixa de Carles de Borbó i Àustria-Este. Poc abans de la Tercera guerra carlina dirigí a Barcelona els periòdics carlins El Honor Catalán i El Estandarte Católico.
Participà després en la guerra com a secretari d'ordres del general Francesc Savalls, formant part del seu Estat Major. Més endavant actuà com a auditor de l'Exèrcit Reial de Catalunya, i durant aquest període va dirigir els periòdics carlins que es publicaven a Catalunya en la zona de guerra.
Acabada la guerra, es traslladà a Girona, on va exercir d'advocat durant més de tres dècades, fins al 1907. Durant alguns anys fou magistrat suplent de l'audiència provincial. Segons recollí la premsa, l'any 1888 hauria dirigit a Girona un nou periòdic fidel a Don Carles.
Morí al desembre de 1909 a Santa Coloma de Farners, on s'havia establert després de la seva jubilació. La seva dona, Mercè Clarella i Alibés, va rebre el condol dels infants Alfons de Borbó i Àustria-Este i Maria de les Neus.
El seu germà, Anton Vidal de Llobatera i Iglesias, fou avi de Pelai Vidal de Llobatera i Lliurella i rebesavi de Xavier Trias i Vidal de Llobatera.